# بهترین دوستان (فیلم ۱۹۸۲)
بهترین دوستان (انگلیسی: Best Friends) فیلمی در ژانر کمدی رمانتیک و کمدی-درام به کارگردانی نورمن جویسون است که در سال ۱۹۸۲ منتشر شد.

## بازیگران
- برت رینولدز
- گلدی هان
- جسیکا تندی
- برنارد هاگز
- ران سیلور
- اودری لیندلی
- کینن وین
- هلن پیج کمپ
- ریچارد لیبرتینی